# Cornelis van Bergen (admiraal)
Cornelis van Bergen of Cornelis van Glymes (1458 - 1509) was een zoon van Jan II van Glymes, heer van Bergen op Zoom, uit een bastaardtak van de hertogen van Brabant. Geboren in Wouw, gedoopt in de kapel van het Kasteel van Wouw op 1 april 1458.
Tijdens zijn leven heeft hij aan de zijde van keizer Maximiliaan I deelgenomen aan diverse veldslagen, waaronder:
- de Slag bij Nancy (1477)
- de Slag bij Guinegate (1479)
- de slag bij Tienen (1482)
- het beleg van Namen (1488)

Hij voerde in de functie van drossaard en gouverneur, ook het bevel over Grave, een belangrijk steunpunt in de Habsburgse strijd om het hertogdom Gelre. Van 1490 tot 1491 was hij admiraal van de Nederlanden en in die functie betrokken bij het neerslaan van de Vlaamse Opstand tegen Maximiliaan.
Hij werd door Filips de Schone in 1501 opgenomen in de Orde van het Gulden Vlies.
Cornelis van Bergen trouwde in Eigenbrakel (1481) met Maria Margaretha van Zevenbergen (Maria van Strijen ?) nadat hij deze had geschaakt nabij Antwerpen. Nadat hij aanvankelijk werd verbannen uit Brabant kreeg hij op 11 juni 1483 gratie. Uit het huwelijk kwamen de volgende kinderen voort:
- Margaretha van Glymes (1481-1551)
- Maria van Glymes (1490-1566), getrouwd met Lodewijk van Ligne, moeder van Jan van Ligne
- Maximiliaan van Glymes (1490-1522)
- Cornelis van Glymes (1490-1560), prins-bisschop van Luik van 1538 tot 1544.

Voorts had Cornelis nog een bastaarddochter, namelijk:
- Geertrui van Bergen (1510-1541)

Hij werd na de dood van Arend van Stryen (vader van Maria Margaretha) heer van Zevenbergen. Verder verwierf hij de heerlijkheden Grevenbroek (1495), Heeswijk, Dinther, Schijndel, Berlicum en het Kasteel Croy.

## Voorouders
| Voorouders van Cornelis van Bergen | Voorouders van Cornelis van Bergen                                 | Voorouders van Cornelis van Bergen                                 | Voorouders van Cornelis van Bergen                                 | Voorouders van Cornelis van Bergen                                 | Voorouders van Cornelis van Bergen                                 | Voorouders van Cornelis van Bergen                                 | Voorouders van Cornelis van Bergen                                 | Voorouders van Cornelis van Bergen                                 |
| ---------------------------------- | ------------------------------------------------------------------ | ------------------------------------------------------------------ | ------------------------------------------------------------------ | ------------------------------------------------------------------ | ------------------------------------------------------------------ | ------------------------------------------------------------------ | ------------------------------------------------------------------ | ------------------------------------------------------------------ |
| Overgrootouders                    | Jan van Glymes (1366-1428) ∞ 1444 Isabelle de Grez (?-?)           | Jan van Glymes (1366-1428) ∞ 1444 Isabelle de Grez (?-?)           | Hendriks IX van Boutersem (-1419) ∞ Johanna van der Aa (1397-1421) | Hendriks IX van Boutersem (-1419) ∞ Johanna van der Aa (1397-1421) | Mathieu van Rouvroy (-1415) ∞ Jeanne van Harverskerke-Wicke (–)    | Mathieu van Rouvroy (-1415) ∞ Jeanne van Harverskerke-Wicke (–)    | Aime van Commercy (-144) ∞ Marie van Chateauvillain (-1423)        | Aime van Commercy (-144) ∞ Marie van Chateauvillain (-1423)        |
| Grootouders                        | Jan I van Glymes (1390–1427) ∞ Johanna van Boutersem (1398-1430)   | Jan I van Glymes (1390–1427) ∞ Johanna van Boutersem (1398-1430)   | Jan I van Glymes (1390–1427) ∞ Johanna van Boutersem (1398-1430)   | Jan I van Glymes (1390–1427) ∞ Johanna van Boutersem (1398-1430)   | Gaucher van Saint Simon (-1458 ∞ Marie van Commercy (–1440)        | Gaucher van Saint Simon (-1458 ∞ Marie van Commercy (–1440)        | Gaucher van Saint Simon (-1458 ∞ Marie van Commercy (–1440)        | Gaucher van Saint Simon (-1458 ∞ Marie van Commercy (–1440)        |
| Ouders                             | Jan II van Glymes (1417-1494) ∞ 1444 Margaretha van Rouveroy (?-?) | Jan II van Glymes (1417-1494) ∞ 1444 Margaretha van Rouveroy (?-?) | Jan II van Glymes (1417-1494) ∞ 1444 Margaretha van Rouveroy (?-?) | Jan II van Glymes (1417-1494) ∞ 1444 Margaretha van Rouveroy (?-?) | Jan II van Glymes (1417-1494) ∞ 1444 Margaretha van Rouveroy (?-?) | Jan II van Glymes (1417-1494) ∞ 1444 Margaretha van Rouveroy (?-?) | Jan II van Glymes (1417-1494) ∞ 1444 Margaretha van Rouveroy (?-?) | Jan II van Glymes (1417-1494) ∞ 1444 Margaretha van Rouveroy (?-?) |
| Cornelis van Bergen (1458–1509)    |                                                                    |                                                                    |                                                                    |                                                                    |                                                                    |                                                                    |                                                                    |                                                                    |